# Standard City (Illinois)
Standard City es una villa ubicada en el condado de Macoupin en el estado estadounidense de Illinois. En el Censo de 2010 tenía una población de 152 habitantes y una densidad poblacional de 91,84 personas por km².

## Geografía
Standard City se encuentra ubicada en las coordenadas 39°21′1″N 89°47′2″O / 39.35028, -89.78389. Según la Oficina del Censo de los Estados Unidos, Standard City tiene una superficie total de 1.66 km², de la cual 1.65 km² corresponden a tierra firme y (0.47%) 0.01 km² es agua.

## Demografía
Según el censo de 2010, había 152 personas residiendo en Standard City. La densidad de población era de 91,84 hab./km². De los 152 habitantes, Standard City estaba compuesto por el 93.42% blancos, el 1.97% eran afroamericanos, el 0.66% eran amerindios, el 1.32% eran asiáticos, el 0% eran isleños del Pacífico, el 0% eran de otras razas y el 2.63% pertenecían a dos o más razas. Del total de la población el 0% eran hispanos o latinos de cualquier raza.